# قائمة كتب أطفال تعرض شخصيات ذات اختلافات في الأطراف
في الولايات المتحدة، يولد كل عام تقريبًا شخص واحد من بين كل 1,900 شخص يعاني من اختلاف في الأطراف، ويخضع حوالي 185,000 فرد لعملية بتر في الأطراف. تساعد أدبيات الأطفال التي تمثل شخصيات تعاني من اختلافات في الأطراف العلوية على تمكين الأطفال من قبول اختلافاتهم الشخصية وكذلك اختلافات الآخرين.

## سلسلة كتب للأطفال تضم شخصيات تعاني من اختلافات في الأطراف
تشمل السلسلة ثلاث كتب أو أكثر (سلسلة مكونة من كتابين والكتب المستقلة مدرجة في القائمة التالية).
تم ترتيب السلاسل حسب تاريخ النشر. والنص المكتوب بالخط العريض يشير إلى المؤلف أو الرسام الذي يعاني من اختلاف في الأطراف.
| عنوان السلسلة                                                                                    | المؤلف / الرسام                                           | الشخصية (الشخصيات) ذات اختلاف في الأطراف | سنة النشر الأولى | نوع الكتاب    |
| ------------------------------------------------------------------------------------------------ | --------------------------------------------------------- | --- | ---------------- | ------------- |
| أفين جرين (Aven Green)                                                                           | دوستي بولينغ / جينا بيري                                  | البطلة فتاة بلا ذراعين. | 2021 - حتى الآن  | كتاب قصص فصول |
| الذئب في السراويل الداخلية (The Wolf in Underpants)                                              | ويلفريد لوبانو / مايانا إيتويز                            | صديق البطلة طائر بجناح صغير واحد. يظهر بشكل بارز في الكتاب الثاني ("الذئب في السراويل الداخلية: بسرعة كاملة") والثالث ("الذئب في السراويل الداخلية يحرر نفسه") في السلسلة. | 2019 - حتى الآن  | رواية مصورة   |
| ميا مايهم (Mia Mayhem)                                                                           | كارا ويست / ليزا هيرنانديز                                | صديقة البطلة تستخدم أطرافًا صناعية للساقين. تظهر هذه الصديقة في بعض كتب السلسلة.                                                                                            | 2018 - حتى الآن  | كتاب قصص فصول |
| خمسة عوالم (5 Worlds)                                                                            | مارك سيجل، أليكسيس سيجل / زانثي بومه، مات روكفلر، بويا صن | أحد الأبطال روبوت يفقد ذراعه اليمنى في حادث ثم يحصل على ذراع ميكانيكية جديدة. بطل آخر يبدأ بفقدان يده اليمنى بسبب مرض غامض.                                                | 2017 - 2022      | كتاب مصور     |
| فقط جيسيكا (Just Jessica)                                                                        | جيسيكا سميث / حاسينا شافاد                                | البطلة فتاة بدون يد يمنى. | 2022             | كتاب مصور     |
| مزرعة الديناصورات: قصة عن طفل لديه اختلاف في الأطراف لكنها ليست عن الاختلاف نفسه (Dinosaur Farm) | كريستين سيلفا                                             | الكاتبة قدمت نسخًا مختلفة من القصة مع أبطال مختلفين، منهم: ولد مفقود أصابع من يده اليسرى، فتاة تستخدم ساقًا صناعية يسرى، وولد يستخدم ساقًا صناعية يمنى.                       | 2019             | كتاب مصور     |
| آيفري تصعد إلى المسرح (Avery Takes the Stage)                                                    | كريستين سيلفا                                             | نسخ مختلفة من هذا الكتاب: صوفيا تستخدم ساقًا صناعية يسرى. آفا تعاني من اختلاف خلقي في يدها اليسرى. كلارا وكيرا مفقودتان جزء من ذراعهن اليمنى (بتر خلقي).                    | 2018 - 2019      | كتاب مصور     |
| سجلات كلوديت (The Chronicles of Claudette)                                                       | كارا ويست / ليزا هيرنانديز                                | والد البطلة بتر فوق الركبة وذراع يسرى بعد معركة مع تنين. | 2012 - 2018      | كتاب قصص فصول |

## كتب أخرى للأطفال تضم شخصيات تعاني من اختلافات في الأطراف
تم ترتيب الكتب حسب تاريخ النشر.
النص المكتوب بالخط العريض يشير إلى المؤلف أو الرسام الذي يعاني من اختلاف في الأطراف.
| العنوان (السلسلة)                                                | المؤلف / الرسام                                 | الشخصية ذات اختلاف في الأطراف                                                            | سنة النشر الأولى | نوع الكتاب             |
| ---------------------------------------------------------------- | ----------------------------------------------- | ---------------------------------------------------------------------------------------- | ---------------- | ---------------------- |
| القدرات بداخلي: اختلاف الأطراف                                   | جيما كير / يفينيا ليسوفايا                      | البطلة فتاة تفتقد أصابع في يدها اليمنى وساقها اليمنى تحت الركبة.                         | 2022             | كتاب مصور              |
| خبز العاصفة                                                      | جيسيكا بارهم / سريمالي باساني                   | بطل القصة ولد بدون يد يسرى.                                                              | 2022             | كتاب مصور              |
| تعال إلى بيتي                                                    | إليزا هول، سالي ريبيّن / دانيال غراي-بارنيت      | يعرض أمثلة لإعاقات مختلفة، من بينها أب بدون ساعد وأحد الوالدين قصير القامة يستخدم مخلبًا. | 2022             | كتاب مصور              |
| تاكوس لذيذ جولدي                                                 | نيكول جوليا / جيف كروثر                         | البطلة ماعزة لا تملك يدًا يسرى.                                                           | 2022             | كتاب فصول              |
| أنا شيرياونا: نحن قادرون                                         | شيرلي هونيغان / آنا باتانكار                    | البطلة شيرياونا هاس، فتاة تعاني من اختلاف خلقي في الطرف العلوي الأيسر.                   | 2022             | كتاب مصور              |
| صديقي جاكسون                                                     | شارون واسون                                     | بطل القصة ولد يعاني من اختلافات خلقية في الأطراف.                                        | 2022             | كتاب مصور              |
| بيجي الثمينة تمامًا: قصة حقيقية عن التحديات والقبول والصداقة      | دايل لي لوميس / ماريا موغال                     | البطلة ماعزة أنثى مفقود ساقها الأمامية اليمنى.                                           | 2022             | كتاب مصور              |
| لماذا أنا، ماما؟                                                 | كاثرين لوكوود / يفجينيا إيروخينا                | اثنان من الشخصيات لديهم اختلاف في الأطراف.                                               | 2022             | كتاب مصور              |
| أبجدية لنحتفل بك وبيني                                           | استوديو شوغر سناب                               | عدة شخصيات بأطراف مختلفة، منها ولد يستخدم طرفًا صناعيًا.                                   | 2021             | كتاب مصور              |
| الكتاب العاري                                                    | كاثي ستينسون / ميليسا تشو                       | يعرض أشخاصًا كثيرين، بينهم من يعانون من اختلافات في الأطراف.                              | 2021             | كتاب مصور              |
| ما يجعلك خارقًا: دعنا نتحدث عن متلازمة الحزام الأمنيوسي           | فرناند نيفيس / ليوناردو زامبرونيو               | البطلة فتاة تفتقد إصبعي السبابة والوسطى في يدها اليمنى.                                  | 2021             | كتاب مصور              |
| عندما ترى طفلًا مختلفًا                                            | آبي لوكيت بنجامين / مايكل جاريغا                | عرض لأطفال يعانون من اختلافات في الأطراف.                                                | 2021             | كتاب مصور              |
| الأجسام رائعة                                                    | تايلر فيدر                                      | يعرض أجسامًا مختلفة، بما فيها اختلافات في الأطراف.                                        | 2021             | كتاب مصور              |
| من الجيد أن أكون أنا                                             | جيسيكا بارهم / سريمالي باساني                   | يعرض العديد من الأطفال، بينهم من يعانون من اختلافات في الأطراف.                          | 2021             | كتاب مصور              |
| كودي                                                             | جاريد كالوم                                     | بطل القصة مبتور ذراع بسبب حادث صيد.                                                      | 2021             | رواية مصورة            |
| إنقاذ وجيسيكا: صداقة تغير الحياة                                 | جيسيكا كينسكي / باتريك داونز                    | البطلة فتاة مبتورة ساقيها تحت الركبة.                                                    | 2021             | كتاب مصور (قصة حقيقية) |
| روكسي وماليبو: لا بأس أن تكون مختلفًا                             | هيلاري سوسمان / بليك مارسي                      | البطلة كلبة مفقود ساقها الخلفية اليمنى.                                                  | 2021             | كتاب مصور              |
| روكسي وتولي: الكلمات مهمة                                        | هيلاري سوسمان / بليك مارسي                      | نفس البطلة السابقة.                                                                      | 2021             | كتاب مصور              |
| رشفة                                                             | كلير كاشمور / شارون دافي                        | البطلة رياضية بارالمبية بدون يد يسرى.                                                    | 2021             | كتاب مصور (قصة حقيقية) |
| تيمو المغامر                                                     | جوناثان غارنييه / يوهان ساكري                   | بطل القصة يفقد ذراعه بسبب سحر.                                                           | 2021             | رواية مصورة            |
| ماذا حدث لك؟                                                     | جيمس كاتشبول / كارين جورج                       | بطل القصة ولد مفقود ساقه اليمنى.                                                         | 2021             | كتاب مصور              |
| الحمار الأعرج                                                    | كريغ سميث                                       | حمار مفقود ساقه الأمامية اليسرى ويرتدي طرفًا صناعيًا.                                      | 2021             | كتاب مصور              |
| قوة ألف                                                          | مينا مينوزي / ميرونا بروناتشي                   | بطل القصة ولد بدون ساعده الأيسر السفلي.                                                  | 2020             | كتاب مصور              |
| زعانف بروكلين المحظوظة                                           | جينا ريجان                                      | البطلة فتاة تصف يدها اليمنى بأنها "زعانف محظوظة".                                        | 2020             | كتاب مصور              |
| إيفي تفتقد شيئًا                                                  | خديجة جونسون                                    | البطلة فتاة مفقود الجزء السفلي من ذراعها اليسرى.                                         | 2020             | كتاب مصور              |
| نحن النسويات الصغيرات في الطريق                                  | بروك سيتجرافيس تورنر / أرتشا شريفاستاف          | يعرض العديد من الأطفال بينهم من يعانون اختلافات في الأطراف.                              | 2020             | كتاب لوحي              |
| خمسة أصابع وعشرة أصابع: جو-جو يذهب إلى المدرسة                   | دون سيفيتيلو / فرانسيسكو فيلا                   | بطل القصة ولد يعاني من اختلاف خلقي في الطرف العلوي الأيسر.                               | 2019             | كتاب مصور              |
| إيما الرائعة: قصة شارلي وإيما                                    | إيمي ويب / ميرلي ليديارد                        | إحدى البطلتين فتاة تعاني من اختلاف خلقي في الأطراف العلوية والسفلية.                     | 2019             | كتاب مصور              |
| الطفل الإلكتروني: البدايات الإلكترونية                           | زاكاري بامبوكاس، كريستو بامبوكاس، نيكو بامبوكاس | بطل القصة ولد يعاني من اختلاف خلقي في الطرف العلوي الأيمن.                               | 2019             | كوميك                  |
| الطفل الإلكتروني، العدد 2                                        | نفس الفريق                                      | نفس وصف الشخصية.                                                                         | 2019             | كوميك                  |
| الأيدي (جسدي، جسدك)                                              | جون وود                                         | يعرض أنواع مختلفة من الأيدي، بعضها بأصابع مختلفة الطول أو العدد.                         | 2019             | كتاب مصور              |
| اليوم الأول لراي: القصة الأولى في سلسلة القادرين                 | داني جوردان / أغوستينا بيرشيانتي                | البطلة فتاة تعاني من خلل في عظم اليد اليمنى.                                             | 2019             | كوميك                  |
| صوفيا تصعد للمسرح                                                | كريستين سيلفا                                   | البطلة فتاة تستخدم ساقًا صناعية يسرى.                                                     | 2019             | كتاب مصور              |
| عندما التقى شارلي بإيما                                          | إيمي ويب / ميرلي ليديارد                        | واحدة من البطلتين فتاة تعاني من اختلاف خلقي في الأطراف.                                  | 2019             | كتاب مصور              |
| خمسة أصابع وعشرة أصابع                                           | دون سيفيتيلو / فرانسيسكو فيلا                   | بطل القصة ولد يعاني من اختلاف خلقي في الطرف العلوي الأيسر.                               | 2019             | كتاب مصور              |
| أحداث هامة في حياة صبار                                          | دوستي بولينغ                                    | البطلة فتاة مبتورة ذراعيها خلقيًا.                                                        | 2019             | كتاب قصص فصول          |
| آفا تصعد للمسرح                                                  | كريستين سيلفا                                   | البطلة فتاة تعاني من اختلاف خلقي في يدها اليسرى.                                         | 2018             | كتاب مصور              |
| كتب حفاة: أطفال العالم                                           | تيسا ستريكلياند، كيت دي بالما / ديفيد دين       | يعرض أطفالًا كثيرين، بينهم من يعانون من اختلافات في الأطراف.                              | 2018             | كتاب مصور              |
| كلارا تصعد للمسرح                                                | كريستين سيلفا                                   | البطلة فتاة مفقود جزء من ذراعها اليمنى (بتر خلقي).                                       | 2018             | كتاب مصور              |
| كيرا تصعد للمسرح                                                 | كريستين سيلفا                                   | البطلة فتاة مفقود جزء من ذراعها اليمنى (بتر خلقي).                                       | 2018             | كتاب مصور              |
| انظري ماذا تستطيع كيت: يد واحدة تعمل كالأثنتين                   | كاتي ليثروود، بول ليثروود                       | البطلة فتاة تعاني من ضمور أصابع في يدها اليسرى.                                          | 2018             | كتاب مصور              |
| الرنّة هنا                                                        | آدم ريد / شيندي يان                             | البطلة رنّة قرنها الأيسر قصير.                                                            | 2018             | كتاب مصور              |
| أنا شيرياونا                                                     | شيرلي هونيغان / آنا باتانكار                    | البطلة فتاة تعاني من اختلاف خلقي في الطرف العلوي الأيسر.                                 | 2017             | كتاب مصور              |
| لدي دمية مثلك!                                                   | جولي آن زيتيركوف لارسون / جاكلين كير            | أحد الأبطال ولد مبتور ذراعه الأيسر خلقيًا.                                                | 2017             | كتاب مصور              |
| أحداث بسيطة في حياة صبار                                         | دوستي بولينغ                                    | البطلة فتاة مبتورة ذراعيها خلقيًا.                                                        | 2017             | كتاب قصص فصول          |
| التغلب على الصعاب: كيف تغلب 11 رياضيًا على تحدياتهم ليصبحوا نجومًا | غريغوري زوكرمان، إيليا زوكرمان، جابرييل زوكرمان | يتضمن قصة لاعب البيسبول جيم آبوت، الذي ولد بدون يد يمنى.                                 | 2017             | كتاب غير خيالي         |
| شجاع بشكل فريد                                                   | تريس ويلسون / آنا سيباستيان                     | بطل القصة ولد يعاني من اختلاف خلقي في الطرف العلوي الأيسر.                               | 2017             | كتاب مصور              |
| الاختلاف رائع                                                    | رايان هاك / ويس مولباش                          | بطل القصة ولد يعاني من اختلاف خلقي في الطرف العلوي الأيسر.                               | 2015             | كتاب مصور              |
| حلم إيمانويل: القصة الحقيقية لإيمانويل أوفوسو ييبواه             | لوري آن طومسون، شون كوولز                       | بطل القصة ولد يعاني من اختلاف خلقي في الطرف السفلي الأيمن.                               | 2015             | كتاب مصور (غير خيالي)  |
| ساقي الصغيرة                                                     | روبين لامبرت                                    | البطلة فتاة تستخدم ساقًا صناعية.                                                          | 2015             | كتاب مصور              |
| ساقي الصغيرة تكبر أكثر                                           | روبين لامبرت                                    | نفس البطلة.                                                                              | 2015             | كتاب مصور              |
| نيمونا                                                           | ن. د. ستيفنسون                                  | أحد الأبطال رجل مبتور ذراعه الأيمن.                                                      | 2015             | رواية مصورة            |
| فريد بشكل فريد                                                   | تريس ويلسون / آنا سيباستيان                     | بطل القصة ولد يعاني من اختلاف خلقي في الطرف العلوي الأيسر.                               | 2015             | كتاب مصور              |
| تمامًا مثلنا: كتاب تلوين يحتفل بالأطفال ذوي اختلافات الأطراف      | جينيفر لاثام روبنسون                            | عرض لأطفال ذوي اختلافات متنوعة في الأطراف.                                               | 2014             | كتاب تلوين             |
| هاري وويللي ورأس العربة                                          | جوديث كايسلي                                    | أحد الأبطال (هاري) مبتور يد يسرى خلقيًا.                                                  | 1991             | كتاب مصور              |